# Benjamin Peled
Benjamin Peled (1928 – 13. juli 2002), født som Benjamin Weidenfeld i Tel Aviv, Israel, var chef for det israelske luftvåben under Yom Kippur krigen og Operation Entebbe. Han tog sin afsked med rang af Aluf (Generalmajor).

## Militær karriere
Peled gjorde tjeneste som pilot i det israelske luftvåben og deltog i Operation Kadesh, hvor han blev skudt ned af ægyptisk anti-luftskyts, og blev den første israelske pilot, som brugte katapultsæde. Han blev senere reddet med et israelsk Piper fly fra luftvåbenet.

## Efter militæret
I 1978 blev Peled direktør for Elbit Systems, en stilling han beklædte indtil 1985.
Peled blev spillet af John Saxon i filmen Lynaktion Entebbe (1977).